# Zegrze
Zegrze (dawn. alt. Zegrze Północne) – wieś (dawniej miasto) w Polsce położona w województwie mazowieckim, w powiecie legionowskim, w gminie Serock położona nad Jeziorem Zegrzyńskim 27 km od centrum Warszawy i 16 km od jej granic.
Zegrze uzyskało lokację miejską przed 1400 rokiem, zdegradowane przed 1540 rokiem. Do 1954 istniała gmina Zegrze. W latach 1975–1998 miejscowość administracyjnie należała do województwa warszawskiego. Z Zegrzem sąsiadują Nieporęt, Jadwisin oraz Zegrze Południowe.
Przez Zegrze przebiega droga krajowa nr 61, na całym odcinku, w granicach miejscowości, dwujezdniowa. 
W Zegrzu funkcjonuje Centrum Szkolenia Łączności i Informatyki.

## Historia
Wieś targowa położona nad Narwią (w wyniku budowy w 1963 r. zapory w Dębem  istnieje obecnie Jezioro Zegrzyńskie), istniejąca już w XII wieku, a wzmiankowana na piśmie w XIV w. Do XVII w. nazywana Zgierz, co było staropolskim określeniem brodu. Początkowo własność Strumiłło-Zgierskich, od połowy XVII wieku należała do rodu Krasińskich, w 1862 przeszła na rzecz Radziwiłłów. Później odkupiona przez rząd rosyjski celem wzniesienia twierdzy uzupełniającej od północy umocnienia Warszawskiego Rejonu Fortecznego: Twierdzy Modlin i Twierdzy Warszawa. 
W czasie II wojny światowej w ramach prowadzonej przez okupanta niemieckiego akcji zagłady Żydów mieszkańców pochodzenia żydowskiego deportowano do getta w Legionowie.
Po wojnie 13 czerwca 1963 roku oficjalnie otwarto plażę w Zegrzu i stał się to punkt docelowy weekendowych wyjazdów warszawiaków. W miejscowości znajduje się pałac myśliwski z XIX wieku (obecnie Hotel Pałac Zegrzyński) oraz kasyno. Cennym, acz niewykorzystanym turystycznie zabytkiem są forty twierdzy: Umocnienie Duże oraz Umocnienie Małe, zwane także fortami "Ordon" i "Karlinek".
Obecnie Umocnienie Duże zostało przejęte przez Narodowy Bank Polski jako miejsce pod budowę skarbca, gdzie złożone mają być rezerwy NBP oraz zlokalizowany Centralny Ośrodek Komputerowy. 
W Zegrzu znajduje się Parafia wojskowa św. Gabriela Archanioła w Zegrzu.

## Przynależność administracyjna
|                         |                                    |            | Przynależność administracyjna              | Przynależność administracyjna                             | Przynależność administracyjna                         | Przynależność administracyjna                             | Przynależność administracyjna                  | Przynależność administracyjna                 | Przynależność administracyjna                                           |
| Miejscowość współczesna | Składowe                           | Ludn. 1921 | 1921                                       | 1933                                                      | 1943                                                  | 1952                                                      | 1954                                           | 1970                                          | 1973                                                                    |
| ----------------------- | ---------------------------------- | ---------- | ------------------------------------------ | --------------------------------------------------------- | ----------------------------------------------------- | --------------------------------------------------------- | ---------------------------------------------- | --------------------------------------------- | ----------------------------------------------------------------------- |
| Zegrze (Północne)       | Zegrze-Park, folwark               | 57         | gm. Zegrze, pow. pułtuski, woj. warsz.     | grom. Zagroby, gm. Nieporęt, pow. warszawski, woj. warsz. | grom. Zegrze, gmina Nieporęt, dystrykt warszawski, GG | grom. Zegrze, gm. Nieporęt, pow. nowodworski, woj. warsz. | grom. Wieliszew, pow. nowodworski, woj. warsz. | grom. Serock, pow. nowodworski, woj. warsz.   | sołectwo Zegrze Północne, gm. Serock, pow. nowodworski, woj. warsz.     |
| Zegrze (Północne)       | Zegrze, os. wojsk., cz. północna   | 237        | gm. Zegrze, pow. pułtuski, woj. warsz.     | grom. Zagroby, gm. Nieporęt, pow. warszawski, woj. warsz. | grom. Zegrze, gmina Nieporęt, dystrykt warszawski, GG | grom. Zegrze, gm. Nieporęt, pow. nowodworski, woj. warsz. | grom. Wieliszew, pow. nowodworski, woj. warsz. | grom. Serock, pow. nowodworski, woj. warsz.   | sołectwo Zegrze Północne, gm. Serock, pow. nowodworski, woj. warsz.     |
| Zegrze Południowe       | Zegrze, os. wojsk., cz. południowa | 172        | gm. Nieporęt, pow. warszawski, woj. warsz. | grom. Zagroby, gm. Nieporęt, pow. warszawski, woj. warsz. | grom. Zegrze, gmina Nieporęt, dystrykt warszawski, GG | grom. Zegrze, gm. Nieporęt, pow. nowodworski, woj. warsz. | grom. Wieliszew, pow. nowodworski, woj. warsz. | grom. Nieporęt, pow. nowodworski, woj. warsz. | sołectwo Zegrze Południowe, gm. Nieporęt, pow. nowodworski, woj. warsz. |
| Zegrze Południowe       | Zagroby, wieś                      | 223        | gm. Nieporęt, pow. warszawski, woj. warsz. | grom. Zagroby, gm. Nieporęt, pow. warszawski, woj. warsz. | grom. Zegrze, gmina Nieporęt, dystrykt warszawski, GG | grom. Zegrze, gm. Nieporęt, pow. nowodworski, woj. warsz. | grom. Wieliszew, pow. nowodworski, woj. warsz. | grom. Nieporęt, pow. nowodworski, woj. warsz. | sołectwo Zegrze Południowe, gm. Nieporęt, pow. nowodworski, woj. warsz. |
| Zegrze Południowe       | Rybaki, wieś                       | 197        | gm. Nieporęt, pow. warszawski, woj. warsz. | grom. Zagroby, gm. Nieporęt, pow. warszawski, woj. warsz. | grom. Zegrze, gmina Nieporęt, dystrykt warszawski, GG | grom. Zegrze, gm. Nieporęt, pow. nowodworski, woj. warsz. | grom. Wieliszew, pow. nowodworski, woj. warsz. | grom. Nieporęt, pow. nowodworski, woj. warsz. | sołectwo Zegrze Południowe, gm. Nieporęt, pow. nowodworski, woj. warsz. |